# مضاعف (بنزين) الكروم
مضاعف (بنزين) الكروم (أو بيس (بنزين) الكروم) مركب كروم عضوي له الصيغة C12H12Cr ،والتي يمكن كتابتها على الشكل Cr(η6-C6H6)2 ويكون على شكل بلورات بنية إلى سوداء. كما يشير الاسم يتألف المركب من حلقتي بنزين موجودتين في مستويين متوازيين تقع بينهما ذرة كروم. يعد مضاعف (بنزين) الكروم من المركبات التي أسهمت في تطور مجال البحث في المركبات الشطيرية في الكيمياء العضوية الفلزية، كما يعتبر من الأمثلة النمطية على المعقدات الحاوية على ربيطتي هيدروكربون عطري، إلا أن مجال استخدامه في الاصطناع العضوي يعد محدوداً.

## الخواص
- يعد المركب حساساً للرطوبة ولأأكسجين الهواء لذا يجب حفظه ضمن جو من غاز خامل.
- لا ينحل مضاعف (بنزين) الكروم في الماء إلا أنه ينحل جزئياً في البنزين وفي رباعي هيدرو الفوران.

## التحضير
حضر مضاعف (بنزين) الكروم لأول مرة من قبل العالمين هافنر Hafner وفيشر Fischer من تفاعل كل من كلوريد الكروم الثلاثي والألومنيوم والبنزين بوجود كلوريد الألومنيوم. يندرج هذا التفاعل تحت طريقة فريدل-كرافتس الاختزالية والتي طورها إرنست فيشر بمساعدة طلابه. يعطي التفاعل ناتج أصفر له الصيغة 
 +[Cr(C6H6)2]  والذي يختزل لاحقا إلى المركب المتعادل. معادلات التفاعل الموازنة تكون على الشكل التالي:
CrCl3  +  2/3 Al  +  1/3 AlCl3  +  2 C6H6  →  [Cr(C6H6)2]AlCl4 +  2/3 AlCl3
[Cr(C6H6)2]AlCl4  +  1/2 Na2S2O4  →  [Cr(C6H6)2]  +  NaAlCl4  +  SO2

## التاريخ
حضرت مركبات قريبة من +[Cr(C6H6)2]  وذلك بسنوات عدة قبل أعمال فيشر وذلك من قبل الكيميائي الألماني فرانز هاين من خلال تفاعل بروميد فينيل المغنسيوم مع كلوريد الكروم الثلاثي. أعطت تفاعلات هاين معقدات شطيرية حاملة للشحنة الموجبة (كاتيونية) حاوية على ثنائي وثلاثي الفينيل والتي حيرت العلماء إلى حين اكتشاف فيشر وهافنر. بالتالي فإن هاين قد حضر المركبات الشطيرية قبل حوالي نصف قرن من الفروسين. تمكن فيشر وزويس Seus من تحضير +[Cr(C6H5-C6H5)2]  بعد ذلك.

## التفاعلات
- يتفاعل مضاعف (بنزين) الكروم مع الحموض الكربوكسيلية ليعطي كربوكسيلات الكروم الثنائي مثل خلات الكروم الثنائي والذي له بنية مميزة.
- يؤدي تفاعل الكربلة (إضافة مجموعة الكربونيل بالتفاعل مع أحادي أكسيد الكربون) إلى تشكيل مركب (بنزين) ثلاثي كربونيل الكروم.